# Partido de Coronel Suárez
Partido de Coronel Suárez är en kommun i Argentina.   Den ligger i provinsen Buenos Aires, i den centrala delen av landet, 400 km sydväst om huvudstaden Buenos Aires. Antalet invånare är 36 828.
Trakten runt Partido de Coronel Suárez består till största delen av jordbruksmark. Runt Partido de Coronel Suárez är det mycket glesbefolkat, med 6 invånare per kvadratkilometer.